# Роберто Нанні
Роберто Антоніо Нанні (ісп. Roberto Antonio Nanni, нар. 20 серпня 1981, Асуль) — аргентинський футболіст, нападник клубу «Велес Сарсфілд».

## Ігрова кар'єра
У дорослому футболі дебютував 2001 року виступами за команду клубу «Велес Сарсфілд», в якій провів два сезони, взявши участь у 68 матчах чемпіонату. Більшість часу, проведеного у складі «Велес Сарсфілда», був основним гравцем атакувальної ланки команди і одним з головних бомбардирів команди, маючи середню результативність на рівні 0,51 голу за гру першості.
Своєю грою за цю команду привернув увагу представників тренерського штабу клубу «Динамо» (Київ), до складу якого приєднався 29 серпня 2003 року за майже 5 мільйонів доларів (3 900 000 євро), ставши найбільшою покупкою гравця клубом з України. 31 серпня Нанні був представлений журналістам, як гравець «Динамо» і отримав футболку з номером 18 з рук керівника селекційної служби і віце-президента клубу Йожефа Сабо. Нанні був заявлений за «Динамо» в Лізі Чемпіонів, але в чемпіонаті Україні термін заявки гравців закінчився, тому перші пів року довелося аргентинцеві виступати за другу команду та дублюючий склад «Динамо», де футболіст провів 10 то 8 матчів, забивши 7 та 9 м'ячів відповідно. Після півроку в дублі, Нанні вже міг виступати за основний склад «Динамо», але на поле виходив надзвичайно рідко, зігравши в 4-х матчах і забивши 3 м'ячі у Кубку України. Єдину гру в чемпіонаті Україні провів 20 липня 2004 року в Ужгороді проти «Закарпаття». Нанні вийшов на заміну на 70 хвилині, а на 78 хвилині забив переможний гол.
У жовтні 2004 року Нанні на правах оренди перейшов в клуб іспанської Сегунди «Альмерію». В Іспанії Нанні став головною ударною силою «Альмерії», забивши в 12-ти матчах 5 м'ячів, чим звернув на себе увагу кількох клубів, зокрема і «Сієни», куди Нанні перейшов у січні 2005 року. В одному з перших матчах Роберто отримав травму коліна і довго лікувався, в результаті чого провів лише 8 матчів за клуб. Наступною командою Нанні став інший італійський клуб Серії А «Мессіна», за який Нанні провів 9 матчів і забив один м'яч у ворота «Лечче», принісши перемогу своїй команді. Згодом Нанні виступав за команду Серії С1 «Кротоне», де провів 8 матчів, забивши 2 м'ячі.
18 серпня 2008 року, після закінчення контракту з «Динамо», Нанні повернувся в «Велес Сарсфілд» на правах вільного агента, у складі якого виграв чемпіонат Аргентини 2009 (клаусуру).
Після цього Нанні відправився в Парагвай, де став виступи за «Серро Портеньйо». Всього за чотири сезони встиг відіграти за команду з Асунсьйона 100 матчів в національному чемпіонаті, після чого недовго виступав у Мексиці за «Атланте».
У лютому 2014 року Нанні втретє почав виступати за «Велес Сарсфілд», підписавши однорічний контракт з рідною командою.

## Досягнення
- Чемпіон України: 2004
- Чемпіон Аргентини: 2009 (Клаусура)
- Чемпіон Парагваю: 2012 (Апертура)
- Найкращий бомбардир чемпіонату Парагваю: 2010 (Клаусура)
- Найкращий бомбардир Кубка Лібертадорес: 2011